# Chionaema divacara
Chionaema divacara är en fjärilsart som beskrevs av Moore 1892. Chionaema divacara ingår i släktet Chionaema och familjen björnspinnare. Inga underarter finns listade i Catalogue of Life.